# A Christmas Carol (film 1910)
A Christmas Carol è un cortometraggio muto del 1910 diretto da J. Searle Dawley, Charles Kent e Ashley Miller. I tre registi (così come gli attori) non vengono accreditati nei titoli del film.
Si tratta di una delle prime versioni cinematografiche del racconto Canto di Natale di Charles Dickens dal quale fin dal 1901 sono stati tratti numerosi adattamenti cinematografici, anche animati.
Protagonista è l'attore australiano Marc McDermott nel ruolo di Ebenezer Scrooge. È il film d'esordio, come attrici bambine, di Viola Dana e di sua sorella Shirley Mason.
Il film ebbe un ottimo successo negli Stati Uniti e fu accolto con favore da pubblico e critica anche in Gran Bretagna.

## Trama
L'avaro e gretto Ebenezer Scrooge, alla vigilia di Natale, non vuole fare la carità né è intenerito dalla visita di un nipote. Tornato a casa, Scrooge vede il fantasma del suo ex socio che lo mette in guardia. La notte, verrà poi visitato da tre spiriti: lo spirito del Natale passato, lo spirito del Natale presente e lo spirito del futuro che lo attende se non cambia atteggiamento verso gli altri.

## Produzione
Il film fu prodotto negli Stati Uniti dall'Edison Manufacturing Company.

## Distribuzione
Il film - un cortometraggio in una bobina - uscì nelle sale cinematografiche statunitensi il 23 dicembre 1910, distribuito dalla General Film Company, e l'anno successivo in Gran Bretagna. Copie del film (positivo in 35 mm) sono conservate negli archivi dell'International Museum of Photography and Film at George Eastman House e nella collezione Paul Killiam del Worldview Entertainment.
Il cortometraggio è disponibile in DVD, distribuito dalla Kino International. Il film è uscito il 20 novembre 2001 su NTSC, didascalie solo in inglese, Dolby Digital 2.0 stereo sound, inserito in un'antologia natalizia comprendente nove titoli, per un totale di 121 minuti.